# Ismihan Sultan
Esmehan Sultan (1544 Manisa – 7. srpna 1585 Konstantinopol) byla osmanská princezna.

## Život
Narodila se jako dcera sultána Selima II. a jeho ženy Nurbanu Sultan. Byla vnučkou nejznámějšího sultána Sulejmana I. a jeho ženy a legální manželky Hürrem Sultan. Jejím bratrem byl sultán Murad III. Byla tetou sultána Mehmeda III.
Dcery prince a pozdějšího sultána Selima musely být chráněny, dokud princ Selim nenastoupil po smrti Sulejmana na trůn.
Dne 1. srpna 1562 se konaly svatby všech Selimových dcer na příkaz sultána Sulejmana. Ismihan Sultan byla provdána za Mehmeda Pašu Sokoloviće.
Její sestra Gevherhan byla provdána za admirála Pijali Pašu a sestra Şah za hlavního sokolníka Hasana Ağu.
V září 1566, když Sulejman zemřel se Ismihan společně s matkou a otcem odstěhovali do paláce Topkapi. Angažovala se ve vedení harému svého otce Selima i bratra Murada. Po smrti svého manžela jí byl vybrán nový manžel, Ösdemiroğlu Osman Paşa, který jí nepřipadal moc zajímavý a tak jejím novým manželem se nakonec stal guvernér provincie Buda, Kalaylıkoz Ali Paša, který s manželstvím souhlasil a tak se v roce 1584 konala svatba.
Ismihan Sultan zemřela o rok později, 7. srpna 1585. Byla pohřbena v mauzoleu Hagia Sophia.